# Lourdes-de-Blanc-Sablon
Lourdes-de-Blanc-Sablon är en ort i provinsen Québec i Kanada. Den ligger i regionen Côte-Nord, i den östra delen av landet, 1 500 km öster om huvudstaden Ottawa. Antalet invånare var 827 vid folkräkningen 2021.